# Acaulimalva
Acaulimalva je biljni rod iz porodice sljezovki. Pripada mu oko 20 vrsta gomoljastih geofita u zapadnim i sjeverozapadnim predjelima Južne Amerike. Rod je opisan tek 1974 godine

## Vrste
1. Acaulimalva acaulis (Dombey ex Cav.) Krapov.
2. Acaulimalva alismatifolia (Schum. & Hieron.) Krapov.
3. Acaulimalva betonicifolia (A.W.Hill) Krapov.
4. Acaulimalva crenata (A.W.Hill) Krapov.
5. Acaulimalva dryadifolia (Solms) Krapov.
6. Acaulimalva engleriana (Ulbr.) Krapov.
7. Acaulimalva glandulifera Krapov.
8. Acaulimalva hillii Krapov.
9. Acaulimalva nubigena (Walp.) Krapov.
10. Acaulimalva oriastra (Wedd.) Krapov.
11. Acaulimalva parnassiifolia(Hook.) Krapov.
12. Acaulimalva pazensis Krapov.
13. Acaulimalva purdiaei (A.Gray) Krapov.
14. Acaulimalva purpurea (A.W.Hill) Krapov.
15. Acaulimalva rauhii (Hochr.) Krapov.
16. Acaulimalva rhizantha (A.Gray) Krapov.
17. Acaulimalva richii (A.Gray) Krapov.
18. Acaulimalva steinbachii Krapov.
19. Acaulimalva stuebelii (Hieron.) Krapov.
20. Acaulimalva sulphurea Krapov.
21. Acaulimalva weberbaueri (Ulbr.) Krapov.